# Ibrahima Khalil Kaba
Pour les articles homonymes, voir Kaba.
Ibrahima Khalil Kaba, est un homme d’État et diplomate guinéen.
Il était le ministre des Affaires étrangères et des Guinéens de l’étranger du 29 janvier au 5 septembre 2021,,,,,.

## Biographie et études
Après avoir suivi sa scolarité en Guinée, au Togo et en Côte d’Ivoire, il intègre l'université Louisiana Tech aux États-Unis, et obtient, en 2004, un doctorat en mathématiques appliquées. Il y enseigne ensuite jusqu’en 2011. Il est spécialiste en modélisation et en gestion de structures universitaires.

## Parcours professionnel
Il a occupé des fonctions administratives au sein de cette université en passant de président du comité exécutif, sénateur, membre de la commission d’évaluation et des standards académique etc.
Il est membre de l’American Mathematical Society et de la Mathematical Association of America (AMS et MAA), de la Société américaine de statistique (ASA) et de la Society for Industrial and Applied Mathematics (SIAM).
De 2011 en 2012, il est recteur de l’université La Source, un établissement privé guinéen.
Le 31 octobre 2012, il est engagé dans l'administration guinéenne, en tant que chef du cabinet civil à la présidence de la république de Guinée.
De 2015 en 2020, il occupe le poste de ministre, directeur de cabinet à la présidence de la république en remplacement de docteur Mohamed Diané,,,,

## Ministre
Il était fait ministre des Affaires étrangères et des Guinéens de l’étranger du 29 janvier au 5 septembre 2021

## Diplomatie
En 2016, il est impliqué dans la reprise des relations diplomatiques avec Israël après 49 ans d’interruption. Une cérémonie de signature se tient alors à Paris marquant la reprise des relations entre la Guinée et Israël,,,,,,,.
En juillet 2018, dans un décret, il est nommé président du comité de suivi de l’accord des partenariats stratégiques sino-guinéens. un comité de mise en œuvre des accords de partenariat stratégiques signés entre les présidents Alpha Condé et Xi Jinping de la République populaire de Chine d’une valeur globale de 20 milliards de dollars américains qui portent essentiellement sur la réalisation d’infrastructures routières, agricoles, universitaires,.

## Arrestation
En mars 2022, Ibrahima Khalil Kaba est arrêté et conduit au haut commandement de la gendarmerie, son arrestation serait en lien avec la fuite d’un élément audio dans lequel s’exprime l’ancien président Alpha Condé qui demande de préparer son parti pour la reconquête du pouvoir.

## Distinctions
- 2008   Nomination pour le prix du meilleur enseignant de Embry Riddle, Fl, États-Unis.
- 2003   Nomination “Who’s Who” parmi les étudiants des universités, États-Unis.
- 2006   Nomination “Who’s Who” parmi les enseignants des universités,  États-Unis.
- 2000   Certificat d’Excellence, Louisiana Tech University, États-Unis[21].